# El cabo Savino
El cabo Savino es una serie de historietas creada por Carlos Casalla en 1954, una de las más duraderas de la historia. Al comienzo los guiones eran propios y luego dibujó los de guionistas como Julio Álvarez Cao, Chacho Varela y Jorge Claudio Morhain.

## Trayectoria editorial
El 1 de abril de 1954 Carlos Casalla comenzó a publicar su personaje El Cabo Savino ("al principio, el cabo se llamaba Sabino, con b larga, inspirado en el pelaje del caballo criollo y en el nombre del por ese entonces famoso boxeador Néstor Sabino") en la contratapa del diario La Razón, en forma de tira diaria. 
Luego de cinco meses, Savino pasó a publicarse en el diario Democracia y las revistas Puño Fuerte y Puño Fuerte Extra de Editorial Láinez. En 1957 Savino (ahora con "v") se trasladó a las publicaciones de la Editorial Columba: El Tony, D'artagnan y Fantasía y aparecería allí hasta 1994. 
En junio de 2012, y según la Universidad de San Martín (Buenos Aires, Argentina), Casalla se transformó en el autor que permaneció más tiempo haciendo la misma historieta en la historia del género gracias a El cabo Savino.

### Cabo Savino en Canal Encuentro
La historia del personaje y la historieta es reflejada en un programa de Encuentro (canal de televisión) con entrevista a su autor Carlos Casalla, realizadas por Juan Sasturain.